# Férfimeddőség
Férfimeddőségről abban az esetben beszélünk, ha egy férfi egy termékeny nőt nem tud teherbe ejteni. Azon párok esetében, akiknél elmarad a terhesség, 40-50%-ban a férfi a meddőség oka. A férfimeddőség hátterében általában a spermium valamely hiányossága áll, mivel a férfitermékenység legjobb mérőszáma a spermiumok minősége.
A csökkent megtermékenyítő képesség és a férfi meddőség növekvő problémája direkt kapcsolatot mutat a spermakép romlásával. Csak az utóbbi 30 évben a magyar férfiak spermaszáma a milliliterenkénti 73 millióról, 31 millióra esett vissza, csökkent az egy ejakulátumra eső sperma mennyiség és sok esetben a spermiumok mozgékonysága sem éri el a megtermékenyítéshez minimálisan szükséges értéket.

## Okok
A férfimeddőséggel kapcsolatos tényezők:
A kóros spermakép és a férfi meddőség hátterében legalább 50%-ban nem ökológiai vagy genetikai okok állnak, hanem a megváltozott életmód. A fokozódó oxidatív stressz mellett az átalakult étkezési szokások, a csökkenő ételminőség következtében fellépő mikrotápanyag, antioxidáns és vitamin hiánya közvetlen kapcsolatba hozható a megtermékenyítő képesség csökkenésével.
A férfi meddőségnek többnyire nincs semmilyen szembetűnő jele, normális a magömlés és a szexuális együttlét is. Épp ezért 35 éves kor alatt a férfi meddőség kérdésével csak akkor kell foglalkoznunk, ha egy év alatt rendszeres, fogamzásgátlástól mentes szexuális élet mellett sem következik be terhesség. Annak a valószínűsége, hogy a gyermeknemzés sikeres legyen, a kor előrehaladtával természetesen csökken. A férfi meddőség, 35 éves kor felett már minden 5 párból 1-et érinthet a statisztikák szerint, ezért fél év sikertelenség esetén is javallott a megkezdeni a kivizsgálást.
A dohányzás akár 15%-kal is csökkenhet a spermakép minőségét, ráadásul a spermiumok nehezebben találnak el a petesejthez.

### Here előtti tényezők
A here előtti tényezők körébe tartoznak azok a körülmények, melyek meggátolják a herék egészséges működését, beleértve a nem megfelelő hormonális támogatást és a általános egészség megromlását:
- különféle okok miatt létrejött hypogonadismus
- drogok, alkohol, dohányzás
- a csökkenő ételminőség következtében fellépő mikrotápanyagok, antioxidánsok és vitaminok hiánya miatt felborult vitaminháztartás
- megerőltető ülő sportok (kerékpározás,[7] lovaglás)
- kezelések, beleértve azokat, melyek befolyásolják a sperma-képződést, (ilyenek például a kemoterápia, anabolikus szteroidok, cimetidin, spironolakton), csökkentik az FSH szintjét (mint például a phenytoin); vagy csökkentik a spermiumok mozgékonyságát (szulfaszalazin[8] nitrofurantoin)
- genetikai rendellenességek, mint például a Robertson transzlokáció

### Herékkel kapcsolatos tényezők
A herékkel kapcsolatos tényezők arra utalnak, amikor a herék - megfelelő hormonális háttér mellett - nem megfelelő minőségű, vagy mennyiségű spermiumot termelnek:
- életkor
- az Y-kromoszóma genetikai deformációja
  - az Y-kromoszóma mikrodeléciói[9]
- hibás kromoszóma-sor
  - Klinefelter-szindróma
- neoplasma, mint például a seminoma
- idiopathiás problémák
- rejtettheréjűség
- here-visszértágulat (varicocele)[10][11]
- fizikális behatás, trauma
- herevízsérv (hydrocele)
- mumpsz[12]
- malária
- hererák
- a megtermékenyítést befolyásoló akroszomális hibák

### Here utáni tényezők
A here utáni tényezők csökkentik a férfiak nemzőképességét, mivel a spermaképződés után vannak hatással a nemzőszervekre, vagy az ejakulációnál okoznak problémát:
- ondóvezeték szűkület
- gyulladás, mint például a prostatitis
- hólyag felé történő ejakuláció
- húgycsőhasadék (hypospadiasis)
- impotencia

### Spermaürülési zavarok miatti férfi meddőség
A férfi meddőség 15%-át valamilyen ondóúti elzáródás okozza, ami miatt a spermiumok nem ürülnek megfelelően.

### Férfi meddőség a spermium ellenes antitestek miatt
A csökkent megtermékenyítő képesség és férfi meddőség 6%-a vezethető vissza erre az okra, amikor az antitestek miatt csökken a spermiumok mozgása és megtermékenyítő képessége.

### Hormonális zavarok és a férfi meddőség
A csökkent megtermékenyítő képesség és a férfi meddőség ezen esetében az agyban található agyalapi mirigy nem küld megfelelő "információt" a heréknek a spermiumok termelődéséhez. A hormonális okok miatti férfi meddőség nagyon ritka, 100 meddő férfiból mindössze egy érintett.

### Szexuális problémák miatti férfi meddőség
A nem megfelelő merevedés vagy magömlés miatti csökkent megtermékenyítő képesség, vagy a férfi meddőség általában 100 meddő férfiból mindössze egyet érint.

### Ismeretlen okú férfi meddőség
10 meddő férfiból 4 esetben nem lehet pontos okot találni a férfi meddőség hátterében. A tudomány mai állása szerint nem ismeretes a spermium termelődés és a férfi meddőség minden lépése.

## Diagnózis
A diagnózis kórtörténettel és fizikális vizsgálatokkal kezdődik, melyet akár a háziorvos, de leginkább egy férfimeddőségre szakosodott orvos (andrológus) végez el. Általában két különböző ondóvizsgálat szükséges. Az orvos előírhat vérvizsgálatot is, melyek a hormonproblémákat, az általános egészségi állapotot és az esetleges genetikai tényezőket hivatottak feltárni.

### Kórtörténet
A férfimeddőség értékesének sarokköve a kórtörténet. Meg kell vizsgálni, hogy mióta áll fönn meddőség, a jelenlegi és a korábbi partnerek esetleges terhességeit, illetve, hogy volt-e az illetőnek bármikor is problémája a közösüléssel.
A kórtörténetnek ki kell térnie a here és a pénisz sérüléseire (fizikális behatás, trauma, rejtettheréjűség), a gyulladásokra (mumpsz, heregyulladás, mellékheregyulladás), a környezeti tényezőkre (túlzott hőhatás, radioaktivitás), a gyógyszerekre és a droghasználatra (anabolikus szteroidok, alkohol, dohányzás).
A szexuális szokások, a közösülések gyakorisága és időtartama, az óvszerhasználat és a korábbi partnerek termékenységi adatai mind jelentőséggel bírnak.
A libidó csökkenése, a fejfájások és a látászavarok egy esetleges agydaganat jelei lehetnek.
A régebbi orvosi vagy sebészeti beavatkozások feltárhatnak pajzsmiriggyel, illetve májjal kapcsolatos problémákat, cukorbetegséggel kapcsolatos idegrendszeri betegségeket (hólyag felé történő ejakuláció), radikális kismedencei vagy retroperitonealis műtéteket (elmaradó magömlés), vagy köldöksérvet (mely a herék csökkent vérellátását okozhatja).
A család kórtörténete feltárhat esetleges genetikai jellegű hibákat.

### Fizikális vizsgálatok
A meddő férfiak vizsgálatánál fontos, hogy megállapítsuk azokat az általános egészségügyi problémákat, amelyek összefüggésbe hozhatók a meddőséggel. Például meg kell állapítani, hogy kifejlődtek-e a férfiakra jellemző nemi jelleg jelei; a csökkent testszőrzet vagy mellnagyobbodás (gynecomastia) androgén-hiányra utalhat.
Általában a beteg teljesen levetkőzik és az orvos alaposan megvizsgálja a péniszt, a herezacskót, a heréket, a végbélnyílást és a végbelet.
A herezacskókat óvatosan kell megvizsgálni, miközben a beteg áll. Mivel a vizsgálatok fizikálisan és lelkileg is kellemetlenek lehetnek a férfiaknak, ezért olyan gyorsnak és hatékonynak kell lenniük, amennyire ez lehetséges.
A herék környékét is ki kell vizsgálni. A mellékherék a herék mögött oldalt helyezkednek el, lehetnek nyomásérzékenyek, vagy tartalmazhatnak cisztákat.

### Ondóvizsgálat
Ondóvizsgálatkor a minta mennyiségét, a spermiumok hozzávetőleges számát, mozgékonyságát és a normál morfológiájú spermiumok százalékos arányát vizsgálják. Ez a legáltalánosabb termékenységi vizsgálat.
Az ondó hiányosságai a következő kifejezésekkel vannak megkülönböztetve:
- - Aspermia - az ondó teljes hiánya
  - Hypospermia - túl kevés ondó (kevesebb, mint 2 ml)
  - Azoospermia - az ondóban nem található spermium
  - Necrozoospermia - az ondóban csak élettelen spermiumok találhatóak
  - Cryptozoospermia - az ondóban csak elvétve található spermium
  - Oligospermia vagy ** Oligozoospermia - kevesebb, mint 20 millió spermium/ml
  - Asthenozoospermia - a spermiumok kevesebb, mint 50%-a mozog
  - Teratospermia vagy ** Teratozoospermia - a spermiumok alakja több, mint 86%-a abnormális (morfológiailag deformált)

Ezek többféle kombinációja is előfordulhat (mint például Teratoasthenozoospermia, ami együttesen jelenti a spermiumok csökkent morfológiáját és mozgékonyságát).
Az alacsony spermiumszám gyakran együtt jár a spermiumok mozgékonyságának elvesztésével és növeli a rendellenes morfológia esélyét, így az "oligoasthenoteratozoospermia" és az "oligospermia" kifejezések használhatók egymás szinonimáiként.

### Vérvizsgálat
Az általános hormonvizsgálat mellett el kell végezni az FSH- és a tesztoszteron-szint mérését is. Egy vérvizsgálatból kiderülhetnek egyéb genetikai eredetű meddőségi problémák is, mint például a Klinefelter-szindróma, az Y-kromoszóma mikrodeléció, vagy a cisztás fibrózis.

## Megelőzés
A következő stratégiák javasoltak a férfimeddőség megelőzésére:
- a dohányzás mellőzése[15] mivel károsítja a sperma DNS-ét
- minimális alkohol fogyasztás[16]
- a herék túlzott hőtől való óvása[16]
- a spermiumok száma csökken a napi gyakoriságú közösülés miatt,[16] viszont a túl ritka közösülés (10-14 napnál ritkábban) a spermiumok mozgékonyságára van negatív hatással[16]
- az olyan sportok esetében, mint a baseball, labdarúgás, krikett, jégkorong, softball, paintball, rodeó, motokrossz, birkózás, az összes küzdősport, illetve minden olyan sportnál, melyben labda, kar, láb, könyök, vagy ütő érintkezhet az ágyékkal, érdemes védőeszközt, vagy szuszpenzort viselni a herék megóvása érdekében
- a spermiumok egészséges kifejlődéséhez nélkülözhetetlen a megfelelő mennyiségű antioxidáns és mikrotápanyag tartalmú étrend kialakítása, melyek klinikailag igazoltan fokozzák a férfi megtermékenyítő képességet és az ondó mennyiséget

## Kezelések
A meddőségi kezelések aszerint változnak, hogy a férfinél milyen típusú a meddőséget állapítottak meg, illetve, mekkora százalékban vesztette el nemzőképességét. Továbbá fontos azt is figyelembe venni, hogy partnere mennyire termékeny.
Pre-testicular feltételeket gyakran lehet gyógyszeres eszközökkel és beavatkozásokkal kezelni.
A spermaképződés, (spermatogenezis) folyamata, amelynek során a herékben kialakulnak a spermiumok, hozzávetőleg három hónapig tart: 72 napon át fejlődnek, majd további 30 napon át érnek. Ez azt is jelent, hogy amennyiben a spermaképződés során probléma adódik, akkor legalább ennyi időt kell várni, hogy a sperma minőség és sperma mennyiség növelésére irányuló kezelés, változtatás meghozza a hatását. Következésképp, legalább 3 hónappal a tervezett megtermékenyítési kísérlet előtt érdemes tudatosan változtatni életvitelen, helytelen étkezési szokásokon és ajánlott a megfelelő mikrotápanyagok, antioxidánsok bevitele a sperma mennyiség növelése céljából. 
A vitaminháztartás feltöltése, a sperma növelés leghétköznapibb megoldása, mely klinikailag igazoltan, esettanulmányokkal alátámasztva alkalmas az oxidatív stressz és a helytelen tápanyagbevitel miatt fellépő férfi meddőség kezelésére.
Amikor a herék kapcsán merülnek fel problémák, a hagyományos gyógyszeres megközelítés nem működőképes. A szokásos megközelítések magukba foglalják a spermák felhasználását inszeminációhoz (IUI), in vitro fertilizációhoz (IVF), illetve intracitoplazmatikus spermium injekcióhoz (ICSI). IVF-ICSI esetén még kevés spermiumszám mellett is elérhető a terhesség.
Hereelzáródási problémák esetén szóba kerülhet sebészeti beavatkozás is, vagy IVF-ICSI. Ejakulációs tényezők esetén pedig akár gyógyszeres kezelés, akár IUI, vagy IVF a megoldás.
A clomiphene citrate, mely egy női meddőség kezelésében használatos gyógyszer, használati utasítástól eltérő alkalmazása ellenjavallt. Az E-vitamin segít a stressz ellen, mely DNS-károsodást okozhat a spermiumokban és csökkenti a spermiumok mozgékonyságát. Egy hormon-antioxidáns kombináció megnövelheti a spermiumok számát és mozgékonyságát.

## Fordítás
Ez a szócikk részben vagy egészben  a   Male_infertility című angol Wikipédia-szócikk ezen változatának fordításán alapul.  Az eredeti cikk szerkesztőit annak laptörténete sorolja fel. Ez a jelzés csupán a megfogalmazás eredetét és a szerzői jogokat jelzi, nem szolgál a cikkben szereplő információk forrásmegjelöléseként.

## Külső hivatkozások
- Ferfimeddoseg.lap.hu
- Gyerebaba blog